# Веркалець Михайло Миколайович
Михайло Миколайович Веркалець (нар. 2 січня 1936, с. Залуччя, нині Снятинський район, Івано-Франківська область — пом. 17 грудня 2009, Київ) — український педагог, журналіст, науковець, літературознавець, релігієзнавець, письменник, критик, доктор філологічних наук, професор кафедри історії журналістики Інституту журналістики Київського національного університету у 2000—2009 роках. Член НСПУ з 1997 року. Грінченкознавець.

## Життєпис
Михайло Веркалець народився 2 січня 1936 року в с. Залуччя, нині Снятинського району Івано-Франківської області. Навчався у Горішньозалучанській семирічній та Снятинській середній школах. Закінчив історико-філологічному факультет Станіславського педагогічного інституту та факультет журналістики Київського університету ім. Т. Шевченка.
Вчителював на Буковині, викладав українську мову, літературу й музику у 1960—1963 роках. У 1963—1982 роках працював учителем німецької мови київської школи інтернату № 11, та учителем української мови столичної середньої школи № 16 у 1974—1982 роках.
Працював редактором у видавництвах «Радянська школа» та «Наукова думка» (1968—1974), поєднуючи працю із студіями в аспірантурі інституту літератури ім. Т. Г. Шевченка НАН України.
У 1982—1989 роках завідувач кафедрою Ніжинського педагогічного інституту ім. М. В. Гоголя.
Із 1989 року Михайло Веркалець плідно працював на кафедрі історії літератури та журналістики Інституту журналістики Київського національного університету імені Тараса Шевченка. Водночас працював на радіостанціях «Україна» та «Свобода» як автор літературно-публіцистичних нарисів.
Захистив дисертації: кандидатську «А. Ю. Кримський — історик і критик української літератури» у 1979 році та докторську «Художня та науково-публіцистична орієнталістика А. Кримського у контексті літературного і культурного процесу України другої половини XIX — початку XX ст.» у 1997 році.
У 2000 році був одним із засновників часопису «Образ».
Головними напрямками наукової діяльності були: українська філологія, орієнталістика, релігієзнавство, проблематика ЗМІ.
Помер 17 грудня 2009 року в Києві.

## Доробок
Михайло Веркалець автор понад 400 наукових, публіцистичних та художніх творів.
Основні праці
- «А. Ю. Кримський у колі своїх сучасників». Київ: «Знання», 1990. 48 с.
- «Педагогічні погляди Б. Д. Грінченка». «Радянська школа», 1988. № 12.
- «Краса у розумі. Арабські казки у записах А. Кримського». упор., передм. та переказ з араб. М. Веркальця. Київ: «Веселка», 1992. 205 с.
- «Проблема духовности тюркских народов в исследованиях А. Е. Крымского». Київ, 1994
- «Нація на ординських воловодах». Київ: «Школяр», 2001. 232 с.
- «Персько-таджицька словесність в наукових інтересах А. Кримського». КНУ ім. Тараса Шевченка. Київ: Інститут журналістики, 2003. 132 с. ISBN 966-594-205-0
- «Педагогічні ідеї Б. Д. Грінченка». Серія 7. Педагогічна. Київ: Товариство «Знання», 1990. 47 с.
- «Андрій Музичка: Не так тії вороги, як добрії люди». «Україна». 1990. № 47. 19–21 с.